# Thomas Abeking
Thomas Abeking (* 29. November 1909 in Berlin; † 24. März 1986 in Bonn) war ein deutscher Grafiker, Illustrator und Architekt.

## Leben
Thomas Abeking wurde 1909 als Sohn des Maler-Ehepaars Hermann und Elly Abeking in Berlin geboren. Abeking begann seine Ausbildung mit einem Grafik- und Architekturstudium an der Kunstgewerbe- und Handwerkerschule in Berlin-Charlottenburg und bei verschiedenen Privatlehrern. Nach der Studienzeit war er weiter in Berlin ansässig.
In den 1930/40er Jahren fertigte er zahlreiche Zeichnungen für die Transart-Darstellungen, ein damals neuartiges Druckverfahren, bei dem mehrere durchsichtige Folien aus klarem Zellglas doppelseitig farbig bedruckt zu einer Broschüre wurden. Dies gestattete praktisch, mit einem Röntgenblick in das Innere einer Maschine oder eines Körperteils zu sehen, wenn diese Folien deckungsgleich übereinander lagen. Je nach Sicht auf die linken oder rechten Seiten war die Betrachtung von unten (l) oder oben (r) möglich. Für dieses Verfahren schuf er Darstellungen von Motoren, Autos, Schiffen, Maschinen und Geräten ebenso wie anatomische Werke und Stadtansichten. Diese Dokumentationen wurden größtenteils publiziert von der Transart – Aktiengesellschaft für Zellglas-Kunstdruck in Berlin W 50.
Von 1937 bis 1947 war er außerdem für die Werbung und Dokumentation bei der Volkswagen G.m.b.H. zuständig. 1945 bis 1947 war er 2. Leiter des Amtes für Städtebau in Berlin-Kreuzberg. Ab 1946 war er Mitglied im Berufsverband Bildender Künstler Berlins. 1947 gründete er in Berlin einen Bau- und Kunstverlag. 1952 kam der Umzug nach Frankfurt a. Main, 1953 nach Köln. Die Industriewerbung war weiterhin sein hauptsächliches Arbeitsgebiet. Ab 1956 war er auch für die Bundeswehr tätig, er befasste sich mit der Erstellung von Richtlinien für technische Dokumentationen. Ab den 1970er Jahren war er in Bonn-Bad Godesberg ansässig. Parallel zu seinem Werbebüro gründete er um 1978 den Thomas Abeking Verlag für technische Dokumentation GmbH, der ca. 20 Mitarbeiter beschäftigte.

## Familie
Thomas Abeking entstammte einer Künstlerfamilie. Neben seinen Eltern war auch seine Schwester Ortrud (1904–1977) zunächst als Schauspielerin und dann als Porträt- und Landschaftsmalerin tätig. Die Familie besaß ab 1904 als Sommerresidenz die Büdnereien 14/15 in Althagen auf dem Fischland. Hier pflegte die Familie einen großen Freundeskreis, zu dem unter anderem George Grosz zählte. Thomas Abeking heiratete am 29. November 1972 in Bonn-Bad Godesberg Freda Marie-Agnes Gräfin zu Dohna-Schlodien (* 1916 Königsberg; † 2011 Bonn), Tochter des Rechtswissenschaftlers und Politikers Alexander Graf zu Dohna-Schlodien. Diese war nach 1945 in Berlin und von 1952 bis 1982 in Bonn als Fotografin, Porträtistin und Theaterfotografin tätig.

## Werke (Auswahl)
Sachbuchautor/Herausgeber
- Das Maler-Handwerk. Bau- und Kunstverlag, Buchabt. Th. Abeking, Berlin 1947.
- Das Dachdecker-Handwerk. Bau- und Kunstverlag, Buchabt. Th. Abeking, Berlin 1948.
- Klaus Gunther: Byzantinische Kunst, Thomas Abeking (Hrsg.). Bau- und Kunstverlag, Berlin 1948

Illustrator
- Horrido. Des Jägers Schießfibel. [D. (Luft) 5001.] Zeichnungen von Th. Abeking, Oberkommando der Luftwaffe, 1944; Textarchiv – Internet Archive.
- Deutsche Lufthansa. Plakate (101 × 63 cm), Offset, 1955[9]

Transart-Darstellungen
- Henschel Diesel-Motor Lizenz Lanova, 1935[10]
- Ford V8 (14/90 PS), 1938[11]
- Der KdF-Wagen von A bis Z: Ein Handbuch vom Kdf-Wagen, 1938[12]
- Erika-Schreibmaschine, Seidel & Naumann, 1938[13]
- Ideal-Schreibmaschine, Seidel & Naumann, 1938
- Walther Selbstladepistole Mod. PPK, Kal. 7,65. 1942
- Friedrichshafener Getriebe ZF-Fern-Gang.[12]
- Mercedes-Benz L 3000A, Durchsichtbilder über Allradantrieb, Vorderachse und Getriebe, 1943[12]
- Gerhard Dehne: Germany at a Glance. Illustrationen von Th. Abeking, German-American Trade Promotion Company, New York 1952[14][15]